# Ben Badis (Sid Bel Abbés)
Ben Badis (em árabe: ابن باديس) é uma comuna localizada na província de Sidi Bel Abbès, Argélia. Segundo o censo de 2008, a população total da cidade era de 20 346 habitantes.